# Östra Eds socken
Östra Eds socken i Småland ingick i Norra Tjusts härad, ingår sedan 1971 i Valdemarsviks kommun i Östergötlands län och motsvarar från 2016 Östra Eds distrikt.
Socknens areal är 83,38 kvadratkilometer, varav 82,00 land. År 2000 fanns här 239 invånare. Kyrkbyn Östra Ed med sockenkyrkan Östra Eds kyrka ligger i socknen. 

## Administrativ historik
Östra Eds socken bildades 1619 som Eds kapellförsamling och var en särorganisation inom dåvarande Eds församling, enligt ett särskilt regelverk.  År 1844  omreglerades denna till självständig församling varvid förleden Östra resp. Västra lades till för att skilja dem åt.
Vid kommunreformen 1862 övergick socknens ansvar för de kyrkliga frågorna till Östra Eds församling och för de borgerliga frågorna till Östra Eds landskommun. Landskommunen inkorporerades 1952 i Tjust-Eds landskommun där denna del senare 1971 uppgick i Valdemarsviks kommun och Östergötlands län. Församlingen uppgick 1 januari 2010 i Valdemarsviks församling.
1 januari 2016 inrättades distriktet Östra Ed, med samma omfattning som församlingen hade 1999/2000.
Socknen har tillhört samma fögderier och domsagor som Norra Tjusts härad.

## Geografi
Östra Eds socken ligger vid Kaggebofjärden och Edsfjärden och med Tjusts skärgård i öster. Socknen är småkuperad med många öar i skärgården i öster.
Sätesgårdar var Kråkviks säteri, Vindö säteri, Åsviks herrgård och Glo herrgård.
I Långrådna har det funnits ett gästgiveri. Vid skeppsgården vid Edsviken nära kyrkan var en en stor last- och handelsplats från mitten av 1500-talet. Under början av 1600-talet skeppades ekvirke till Wasaskeppet härifrån.

## Fornlämningar
Kända från socknen är flera gravrösen från bronsåldern samt två gravfält från järnåldern.

## Befolkningsutveckling
Befolkningen ökade från 1 113 1810 till 1 576 1880 varefter den minskade stadigt till 229 1990.

## Namnet
Namnet är bildat 1884 relativt till Västra Eds socken för att särskilja dem. Tidigare hette socknen endast Eds socken.